# 徐萬璧
徐萬璧（1488年—1554年），字朝重，四川顺庆府广安州大竹縣人，民籍。

## 生平
治《易經》，四川鄉試第十五名舉人，年三十六歲中式嘉靖二年（1523年）癸未科會試第四十七名，第三甲第一百十八名進士。授浙江江山县知县，嘉靖七年擢升监察御史，出补鎮江府同知，調寧國府，擢户部浙江司员外郎，嘉靖十八年升任江西按察司佥事，二十一年補任陕西佥事，整饬邠涇等處兵备（分巡关内道）。因与御史議罪囚，意见不合，投劾歸養。卒年六十七。著有《五凤集》、《大竹县志》行世。

## 家族
曾祖徐友中。祖父徐思高。父徐量，壽官。母卓氏。具庆下。弟萬瓊、萬璃、萬瑶、萬琇。